# Vodárenská věž Catalana de Gas
Vodárenská věž Catalana de Gas, katalánsky Torre de la Catalana de Gas, je věž ve čtvrti Barceloneta v Barceloně. Byla součástí areálu energetické firmy Sociedad Catalana para el alumbrado de Gas. Byla postavena v letech 1905-1906 podle návrhu architekta Josepa Doménecha i Estapá.
Věž je 45 metrů vysoká a stojí na obdélníkovém podstavci, ze kterého vystupuje štíhlé osmiboké tělo věže. Končí kruhovou nádrží s kuželovitou střechou. Je zdobená glazovanou keramikou.
Je majetkem města Barcelona a byla prohlášena španělskou kulturní památkou lokálního významu.